# Конец сезона
«Коне́ц сезона» — российский мелодраматический триллер режиссёра Константина Худякова. Премьера фильма в России состоялась 5 декабря 2019 года.

## Сюжет
Три сестры оказались за пределами России и живут в маленьком прибалтийском городке. Они живут мечтой о возвращении в Москву и ищут любовь. Одну никак не оставляет прошлое, другая ищет простого женского счастья, а у третьей — кризис семейной жизни. Тем временем, на побережье появляется убийца.

## В ролях
- Юлия Снигирь — Вера
- Юлия Пересильд — Елена
- Анна Чиповская — Анна
- Сергей Колтаков — Сергей
- Евгений Цыганов — Борис
- Андрюс Паулавичюс — Донатас
- Габриэле Куодите — Бригитта
- Сергей Дьяков — Швепс
- Сергей Кореньков — телохранитель Бориса
- Наталья Кудряшова — Наташа
- Дмитрий Ендальцев — Игорь